# Pierreodendron
- Commons
- Wikispecies

Pierreodendron Engl.  é um género botânico pertencente à família Simaroubaceae.

## Sinonímia
- Mannia Hook.f.

## Espécies
Apresenta quatro espécies:
- Pierreodendron africanum
- Pierreodendron durissimum
- Pierreodendron grandifolium
- Pierreodendron kerstingii